# Dự án cầu Cần Thơ 2
Cầu Cần Thơ 2 là một cây cầu bắc qua sông Hậu thuộc hệ thống đường cao tốc Bắc – Nam phía Đông nối liền thành phố Cần Thơ và tỉnh Vĩnh Long.

## Vị trí
Công trình có điểm đầu tại nút giao Chà Và (Km 130 + 337), kết nối với đường cao tốc Mỹ Thuận – Cần Thơ và điểm cuối tại nút giao Quốc lộ 91B (Km 145), kết nối với đường cao tốc Cần Thơ – Cà Mau. Cầu đi song song và cách cầu Cần Thơ hiện hữu (nằm trên Quốc lộ 1) 4,5 km về phía hạ lưu.

## Thiết kế
Cầu Cần Thơ 2 và đường dẫn có tổng chiều dài là 15 km, phần cầu chính và nhịp dẫn có chiều dài 2,7 km. Cầu dự kiến được thiết kế với 6 làn xe chạy, vận tốc tối đa từ 80 – 100 km/h. Dự kiến nhịp chính bằng kết cấu cầu dây văng.

## Thông tin xây dựng
Hiện tại, Ban quản lý dự án Mỹ Thuận thuộc Bộ GTVT đang tổ chức lập báo cáo nghiên cứu tiền khả thi dự án đầu tư xây dựng cầu Cần Thơ 2 và đường dẫn hai đầu cầu, thời gian thực hiện từ năm 2023 – 2025. Tổng mức đầu tư dự kiến khoảng 19.782 tỷ đồng từ ngân sách Nhà nước. Thời gian khởi công dự án trong năm 2026, hoàn thành vào năm 2030.

## Lộ trình chi tiết
- IC - Nút giao, JCT - Điểm lên xuống, SA - Khu vực dịch vụ (Trạm dừng nghỉ), TN - Hầm đường bộ, TG - Trạm thu phí, BR - Cầu
- Đơn vị đo khoảng cách là km.

| Ký hiệu                                                | Tên                                                    | Khoảng cách từ đầu tuyến                               | Kết nối                                                | Ghi chú                                                | Vị trí                                                 | Vị trí                                                 |
| Kết nối trực tiếp với Đường cao tốc Mỹ Thuận – Cần Thơ | Kết nối trực tiếp với Đường cao tốc Mỹ Thuận – Cần Thơ | Kết nối trực tiếp với Đường cao tốc Mỹ Thuận – Cần Thơ | Kết nối trực tiếp với Đường cao tốc Mỹ Thuận – Cần Thơ | Kết nối trực tiếp với Đường cao tốc Mỹ Thuận – Cần Thơ | Kết nối trực tiếp với Đường cao tốc Mỹ Thuận – Cần Thơ | Kết nối trực tiếp với Đường cao tốc Mỹ Thuận – Cần Thơ |
| ------------------------------------------------------ | ------------------------------------------------------ | ------------------------------------------------------ | ------------------------------------------------------ | ------------------------------------------------------ | ------------------------------------------------------ | ------------------------------------------------------ |
| 1                                                      | IC Chà Và                                              | 0.0 (1960)                                             | Quốc lộ 1                                              | Chưa thi công                                          | Vĩnh Long                                              | Bình Minh                                              |
| BR                                                     | Cầu Cần Thơ 2                                          | ↓                                                      |                                                        | Vượt sông Hậu Chưa thi công                            | Ranh giới Vĩnh Long – Cần Thơ                          | Ranh giới Vĩnh Long – Cần Thơ                          |
| 2                                                      | IC Quốc lộ 91B                                         | 15.4 (1975.4)                                          | Quốc lộ 91B (Nam Sông Hậu)                             | Đang thi công                                          | Cần Thơ                                                | Cái Răng                                               |
| Kết nối trực tiếp với Đường cao tốc Cần Thơ – Cà Mau   |                                                        |                                                        |                                                        |                                                        |                                                        |                                                        |
| 1.000 mi = 1.609 km; 1.000 km = 0.621 mi               |                                                        |                                                        |                                                        |                                                        |                                                        |                                                        |